# 登寧 (紐約州)
登寧（英語：Denning）是一個位於美國紐約州阿爾斯特縣的鎮。

## 人口
根據2020年美國人口普查的數據，登寧的面積為273.93平方千米，當中陸地面積為273.67平方千米，而水域面積為0.26平方千米。當地共有人口493人，而人口密度為每平方千米2人。